# Maranta hatschbachiana
Maranta hatschbachiana är en strimbladsväxtart som beskrevs av Yosh.-arns, Mayo och M.Alves. Maranta hatschbachiana ingår i släktet Maranta och familjen strimbladsväxter. Inga underarter finns listade.